# Rikke Nygard
Rikke Bogetveit Nygard (22 maggio 2000) è una calciatrice norvegese, centrocampista del Brann.

## Carriera

### Calcio a 11

#### Nazionale
Nygard inizia fin da giovanissima ad indossare le maglie della nazionale norvegese, esordendo nella formazione under 15 non ancora quattordicenne e proseguendo nelle successive categorie giovanili negli anni seguenti. Dopo 10 presenze e una rete con la under 16 nel 2016, l'anno successivo debutta sia in under 17 che in under 19 disputando, alternandoli a incontri amichevoli, i primi trofei ufficiali UEFA, la fase finale dell'Europeo della Repubblica Ceca 2017 con la prima, dove la sua nazionale si ferma alle semifinali, e le qualificazioni all'europeo di Svizzera 2018 con la seconda, ottenendo anche con questa l'accesso alla fase finale e bissando il risultato in U-17 giungendo in semifinale eliminata dal torneo dalla Germania.

## Palmarès

### Calcio a 11

#### Club
- Campionato norvegese: 1

Vålerenga: 2020
- Coppa di Norvegia: 2

Vålerenga: 2020, 2021